# Campeonato Gaúcho 2000
In 2000 werd het 80ste Campeonato Gaúcho gespeeld voor voetbalclubs uit de Braziliaanse staat Rio Grande do Sul. De competitie werd gespeeld van 23 januari tot 18 juni. Caxias werd voor het eerst kampioen.
Het kampioenschap kreeg dit jaar de naam Copa Sport Club Rio Grande - Um Século de Futebol, wat een eerbetoon was aan SC Rio Grande, de oudste nog bestaande voetbalclub van Brazilië, die dit jaar 100 jaar bestond. De club werd dit jaar uitgenodigd om in de hoogste klasse te spelen, maar moest na één seizoen wel terugkeren naar de tweede klasse.

## Eerste fase
Grêmio, Internacional en Juventude hadden een bye voor de eerste fase.

### Groep 1
| Plaats | Club                 | Wed. | W | G | V | Saldo | Ptn. |
| ------ | -------------------- | ---- | - | - | - | ----- | ---- |
| 1.     | Esportivo            | 12   | 7 | 5 | 0 | 18:7  | 26   |
| 2.     | Caxias               | 12   | 5 | 3 | 4 | 19:15 | 18   |
| 3.     | São José             | 12   | 4 | 6 | 2 | 15:11 | 18   |
| 4.     | Veranópolis          | 12   | 4 | 5 | 3 | 19:21 | 17   |
| 5.     | Rio Grande           | 12   | 3 | 3 | 6 | 15:19 | 12   |
| 6.     | Pelotas              | 12   | 2 | 4 | 6 | 10:15 | 10   |
| 7.     | Inter de Santa Maria | 12   | 1 | 6 | 5 | 6:14  | 9    |

|  | Gekwalificeerd voor tweede fase |
|  | Degradatie                      |

### Groep 2
| Plaats | Club           | Wed. | W | G | V | Saldo | Ptn. |
| ------ | -------------- | ---- | - | - | - | ----- | ---- |
| 1.     | 15 de Novembro | 12   | 7 | 1 | 4 | 24:19 | 22   |
| 2.     | Passo Fundo    | 12   | 6 | 4 | 2 | 21:21 | 22   |
| 3.     | Santa Cruz     | 12   | 6 | 3 | 3 | 21:16 | 21   |
| 4.     | Guarani        | 12   | 6 | 2 | 4 | 27:18 | 20   |
| 5.     | Santo Ângelo   | 12   | 5 | 3 | 4 | 23:19 | 18   |
| 6.     | São Luiz       | 12   | 2 | 3 | 7 | 16:30 | 9    |
| 7.     | Avenida        | 12   | 1 | 2 | 9 | 14:24 | 5    |

|  | Gekwalificeerd voor tweede fase |
|  | Degradatie                      |

## Tweede fase

### Eerste toernooi
| Plaats | Club           | Wed. | W | G | V | Saldo | Ptn. |
| ------ | -------------- | ---- | - | - | - | ----- | ---- |
| 1.     | Caxias         | 7    | 5 | 1 | 1 | 13:6  | 16   |
| 2.     | Juventude      | 7    | 3 | 3 | 1 | 13:8  | 12   |
| 3.     | Internacional  | 7    | 3 | 3 | 1 | 14:10 | 12   |
| 4.     | Grêmio         | 7    | 3 | 3 | 1 | 10:6  | 12   |
| 5.     | 15 de Novembro | 7    | 2 | 3 | 2 | 8:8   | 9    |
| 6.     | Santa Cruz     | 7    | 2 | 1 | 4 | 9:11  | 7    |
| 7.     | Esportivo      | 7    | 1 | 2 | 4 | 6:9   | 5    |
| 8.     | Passo Fundo    | 7    | 0 | 2 | 5 | 5:20  | 2    |

|  | Gekwalificeerd voor finale |

### Tweede toernooi
| Plaats | Club           | Wed. | W | G | V | Saldo | Ptn. |
| ------ | -------------- | ---- | - | - | - | ----- | ---- |
| 1.     | Grêmio         | 7    | 6 | 1 | 0 | 15:6  | 19   |
| 2.     | Internacional  | 7    | 6 | 0 | 0 | 16:4  | 18   |
| 3.     | Juventude      | 7    | 3 | 1 | 3 | 12:11 | 10   |
| 4.     | 15 de Novembro | 7    | 2 | 3 | 2 | 7:8   | 9    |
| 5.     | Caxias         | 7    | 2 | 2 | 3 | 7:7   | 8    |
| 6.     | Passo Fundo    | 7    | 2 | 1 | 4 | 8:12  | 7    |
| 7.     | Esportivo      | 7    | 1 | 2 | 4 | 8:15  | 5    |
| 8.     | Santa Cruz     | 7    | 0 | 2 | 5 | 7:16  | 2    |

|  | Gekwalificeerd voor finale |

## Finale
|              |                               |       |        |  |
| 14 juni Heen | Caxias                        | 3 – 0 | Grêmio |  |
| 14 juni Heen | Gil Baiano Alex Xavier Márcio |       |        |  |

|               |        |       |        |                                           |
| 18 juni Terug | Grêmio | 0 – 0 | Caxias | Estádio Olímpico Monumental, Porto Alegre |
| 18 juni Terug |        |       |        | Estádio Olímpico Monumental, Porto Alegre |

## Kampioen
| Campeonato Gaúcho de 2000  |
| Rio Grande do Sul          |
| -------------------------- |
| CAXIAS Kampioen (1° titel) |